# Spatalistis aglaoxantha
Spatalistis aglaoxantha är en fjärilsart som beskrevs av Edward Meyrick 1924. Spatalistis aglaoxantha ingår i släktet Spatalistis och familjen vecklare. Inga underarter finns listade i Catalogue of Life.